# Jim's Vindication (film 1914)
Jim's Vindication è un cortometraggio muto del 1914 diretto da John H. Collins.

## Produzione
Il film fu prodotto dalla Edison Company.

## Distribuzione
Distribuito dalla General Film Company, il film - un cortometraggio in una bobina - uscì nelle sale cinematografiche degli Stati Uniti il 19 settembre 1914.